# میروسلاف اسلاما
میروسلاف اسلاما (چکی: Miroslav Sláma; ۳ اوت ۱۹۱۷ – ۳۰ نوامبر ۲۰۰۸) بازیکن هاکی روی یخ اهل چکسلواکی بود.